# زمان‌بندی (مدیریت پروژه)
زمان‌بندی جدول زمانی یا برنامه زمانی، در مدیریت پروژه، فهرستی از نقاط عطف پروژه، فعالیت‌ها و اقلام تحویلی است، که اغلب با تاریخ آغاز و پایان فعالیت‌ها در نظر گرفته و درج می‌شوند. در اغلب موارد این آیتم‌ها را بر اساس تخصیص منابع، بودجه و مدت زمان، با اتصال به وابستگی‌ها و رویدادهای برنامه‌ریزی شده در جدول مورد نظر وارد می‌کنند. جدول و برنامه زمان‌بندی، همچنین ترتیب انجام فعالیت‌های پروژه از ابتدای کار تا خاتمه پروژه، عوامل مهمی در تعیین روش کار بشمار می‌آیند. در اصل برنامه زمانبندی، ساختار شکست کار پروژه (WBS) را در طول زمان اجرای پروژه با کمک نمودار گانت به تصویر می‌کشد. اهمیت ساختار شکست کار(WBS) و برنامه زمانبندی آن قدر بالا است که معمولاً همراه لیست مدارک مهندسی پروژه نسخه برنامه زمانبندی اصلی را از پیمانکاران پروژه طلب می‌کنند.